# NGC 1543
NGC 1543 је спирална галаксија у сазвежђу Мрежица која се налази на NGC листи објеката дубоког неба.
Деклинација објекта је - 57° 44' 14" а ректасцензија 4h 12m 43,1s. Привидна величина (магнитуда) објекта NGC 1543 износи 10,3 а фотографска магнитуда 11,3. Налази се на удаљености од 17,525 милиона парсека од Сунца. NGC 1543 је још познат и под ознакама ESO 118-10, AM 0411-575, IRAS 04117-5751, PGC 14659.